# Alessandro Pomè
Alessandro Pomè (Sassari, 11 marzo 1851 – Torino, 8 giugno 1934) è stato un direttore d'orchestra, compositore e scrittore italiano, fu il primo a dirigere importanti opere liriche come "Manon Lescaut" di Puccini e "La Bohème" di Leoncavallo.

## Biografia
Non si conoscono particolari circa i suoi studi e la sua preparazione musicale che però dovettero essere di buon livello in quanto fu un apprezzato concertatore e direttore d'orchestra.
 Probabilmente dapprima esordì come concertatore al piano o diresse in teatri secondari di provincia, le cui rappresentazioni non furono seguite da cronachistica teatrale importante. Sicuramente nella stagione 1881-1882 fu varie volte al «Teatro Costanzi» di Roma dove diresse: il 1º maggio "l'Africana" di Giacomo Meyerbeer, il 7 maggio "Il barbiere di Siviglia", il 14 maggio  "La sonnambula", il 18 maggio "Il trovatore", l'11 giugno "La forza del destino", l'8 ottobre "Aida", il 19 novembre "Rigoletto". Poi, sempre nello stesso teatro "I burgravi" di Antonio Orsini e, nel 1883, "Dinorah" di Meyerbeer.
 
Nella stagione 1883-1884 era al «Teatro Regio di Torino» per una lunga serie di spettacoli: il 27  "Il figliuol prodigo" di Amilcare Ponchielli, il 1º gennaio 1884 il "Ballo Excelsior" di Romualdo Marenco, il 19 gennaio "Aida" e, il 9 febbraio 1887 la prima dell'"opera ballo" "Re Nala" di Antonio Smareglia che non ebbe successo. Poi, il 19 febbraio "Edmea" di Alfredo Catalani. Tornò poi al «Teatro Regio di Torino» il 26 dicembre 1892 per "I maestri cantori di Norimberga" di Wagner e la ripresa di altre opere di repertorio.

Il 1º febbraio 1893, ancora al «Teatro Regio di Torino», gli si presentò la più notevole occasione della sua carriera: concertare, provare e dirigere la prima rappresentazione assoluta di "Manon Lescaut" di Giacomo Puccini alla presenza del giovane autore. Fu un successo strepitoso che segnò il vero inizio della carriera del compositore lucchese.
 Nel 1897, al 
«Teatro la Fenice» di Venezia diresse anche la prima rappresentazione assoluta de "La bohéme" di Ruggero Leoncavallo.
Continuò poi infaticabile e diligente la sua carriera fitta di impegni, durante la quale fu spesso "maestro sostituto" di importanti direttori come Leopoldo Mugnone, fino ai primi anni del '900; ritirandosi poi a insegnare canto. Negli ultimi suoi anni pubblicò sul quotidiano «La Stampa» di Torino, interessanti articoli di memorie artistiche teatrali. Fu anche compositore; di lui si ricorda una composizione sinfonica dal titolo "La Battaglia di Marignano".